# بيدرو هنريكي مارتينز
بيدرو هنريكي مارتينز (1 نوفمبر 1985 في البرازيل - ) هو لاعب كرة قدم برازيلي في مركز الهجوم. لعب مع أتلتيكو براغانتينو وباوليستا وجيانغسو سونينغ ونادي فورتاليزا ونادي كالمار ونادي لوزان ونادي فولتا ريدوندا وGuaratinguetá Futebol ‏ ونادي ريو كلارو فوتيبول ونادي سانتا كروز.

## وصلات خارجية
- بيدرو هنريكي مارتينز على موقع قاعدة بيانات كرة القدم.إي يو (الإنجليزية)